# Calea ferată Semmering
Calea ferată Semmering este o cale ferată montană deschisă în anul 1854. Din anul 1998 se află înscirsă în lista locurilor din patrimoniul UNESCO, ca monument al tehnologiei. Calea ferată Semmering este operată de ÖBB.

## Date generale
Linia ferată peste Pasul Semmering a fost construită între anii 1848-1854, sub coordonarea inginerului venețiano-albanez Carlo Ghega. Ea trece peste o trecătoare la aproape 1.000 m altitudine, la acea oră cea mai mare înălțime atinsă de o cale ferată, constituind o realizare tehnică deosebită, în armonie cu regiunea naturală traversată. Linia a fost electrificată între 1956 și 1959.
Calea ferată are un cap de linie Gloggnitz altitudinea de 439 m deasupra n.m. trece prin mai multe tunele și prin localitățile:
- „ Gloggnitz” - „Schlöglmühl” - „Payerbach-Reichenau” - „Küb” - „Eichberg” - „Klamm-Schottwien” - „Breitenstein” - „Wolfsbergkogel” - „Semmering” altitudinea de 898 m deasupra n.m., tunelul Semmering (1512 m) - „Steinhaus” - 	„Spital am Semmering” - având celălalt cap de linie la „Mürzzuschlag”.

Calea ferată are o lungime de 41 km, pe când distanța în linie aeriană este numai de 21 km. Ea parcurge un traseu cu  diferență de nivel de 459 m, punctul cel mai înalt fiind la 898 m. Calea ferată traversează 14 tuneluri printre care unele au până la 1.512 m lungime, 16 viaducte (unele cu două niveluri) peste 100 de poduri arcuite din piatră.
Pe o porțiune 60 % din traseu, linia are o înclinare de cel puțin 20 ‰, panta maximă fiind de 28 ‰. Numai ca. o jumătate din traseu este drept (22,4 km), cealaltă jumătate are curbe numeroase, linia care trece pe lângă locuri și văi prăpăstioase presărate cu viaducte.

## Galerie de imagini
Material rulant:

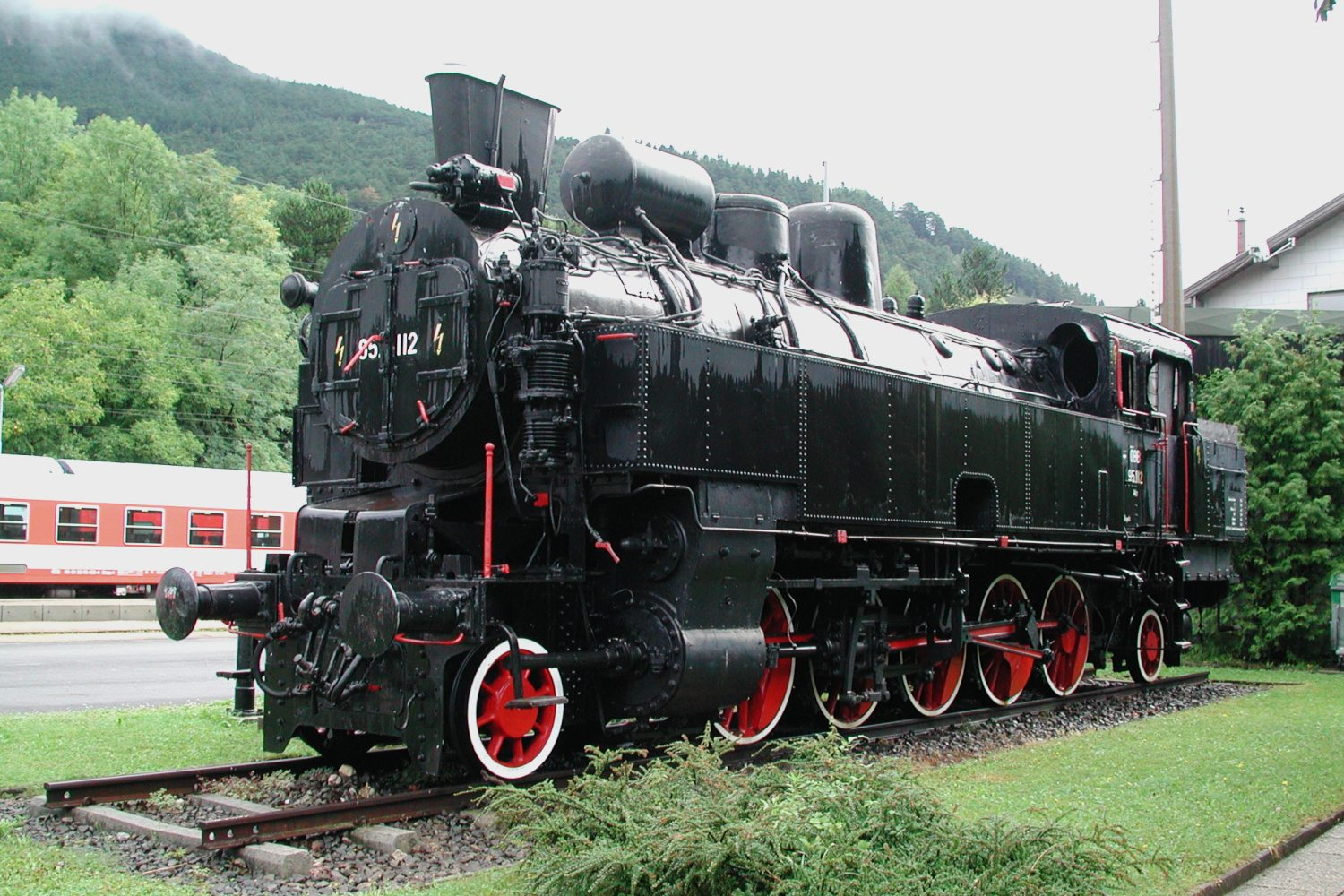
În anii 1920, ÖBB se folosea de aceste locomotive clasificate drept Südbahn seria 82
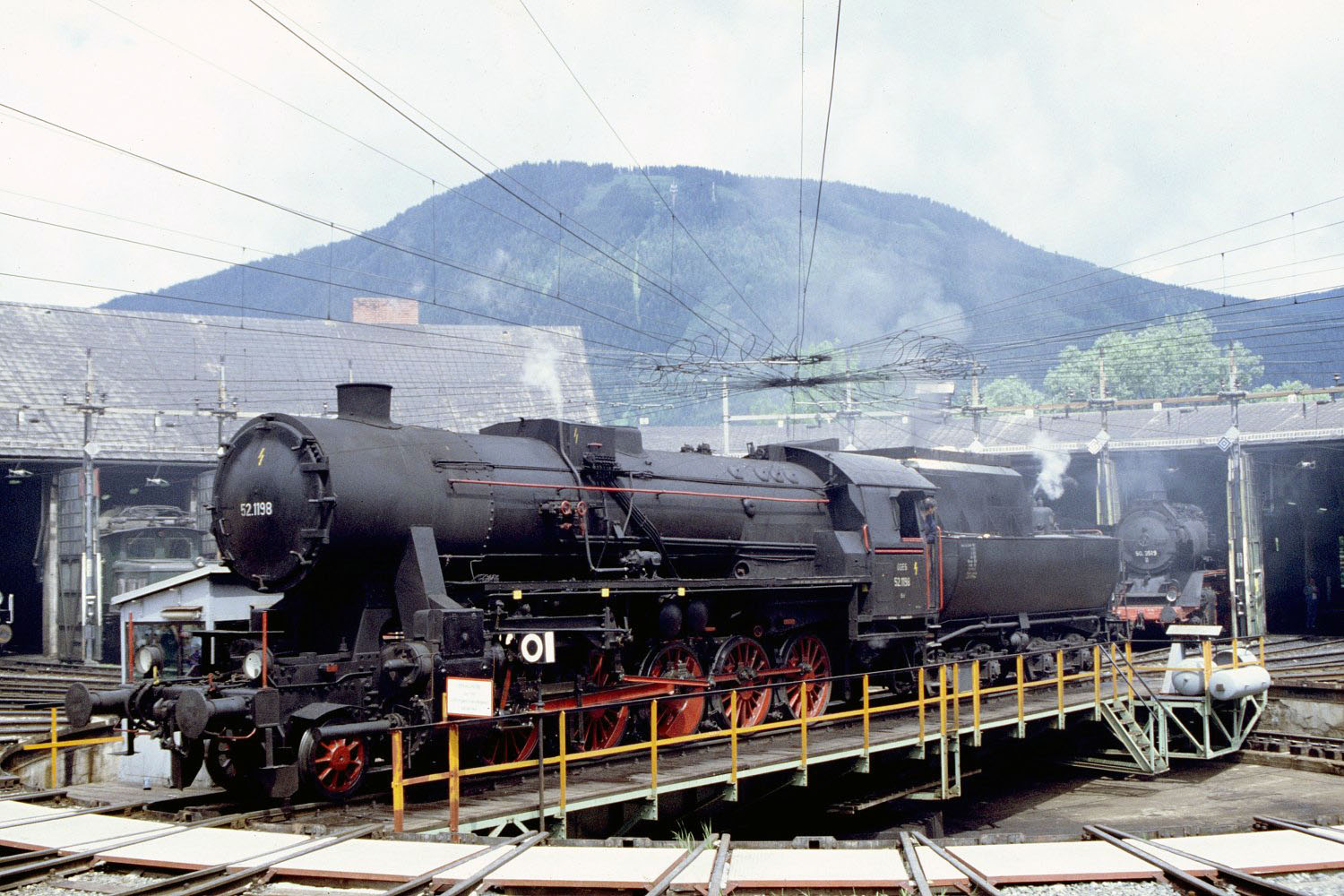
Locomotiva de război DRG seria 52, care a fost ulterior utilizată și de către ÖBB până în anii 1960
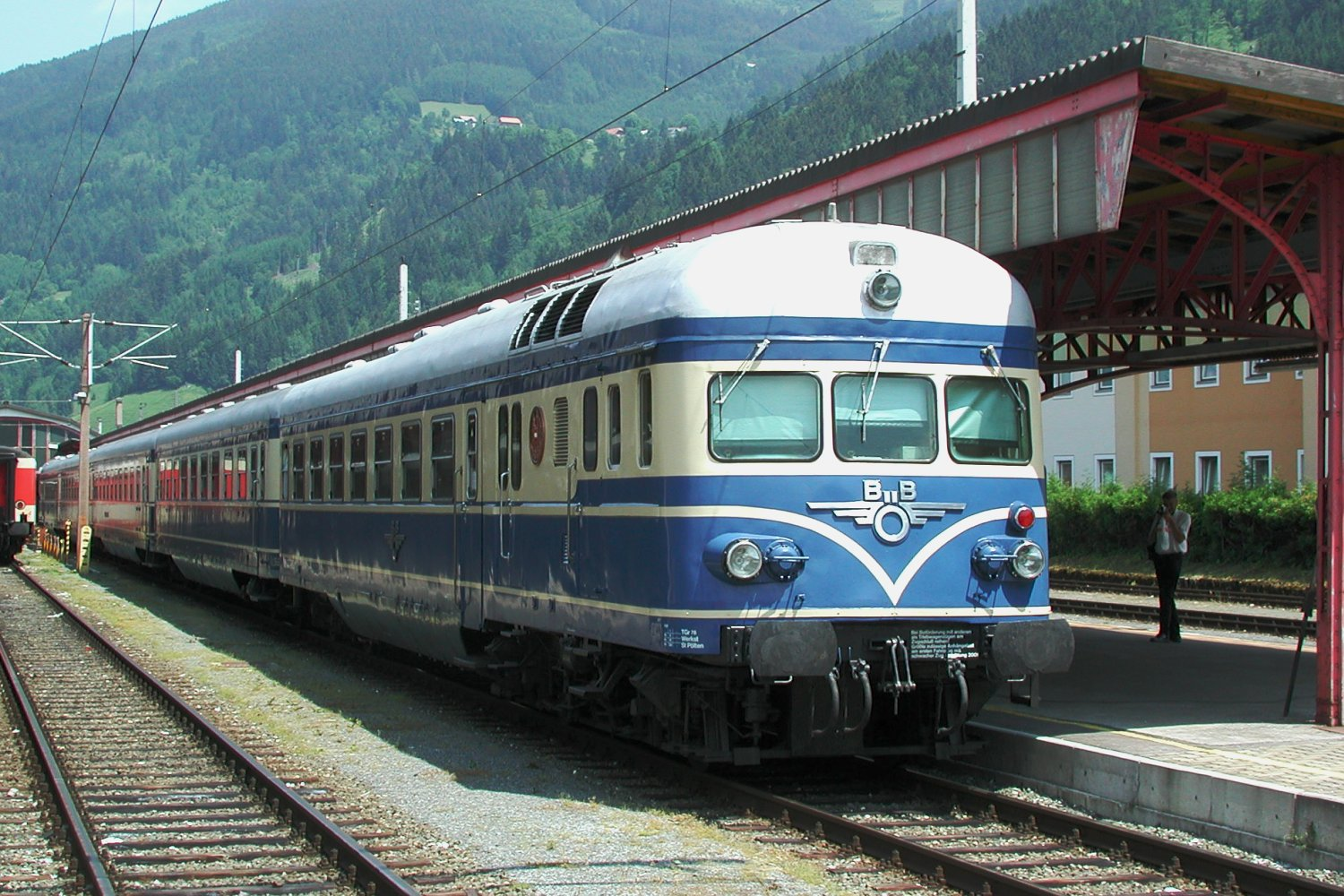
Înainte de electrificare, ÖBB a folosit acest automotor numit ”Fulgerul Albastru”
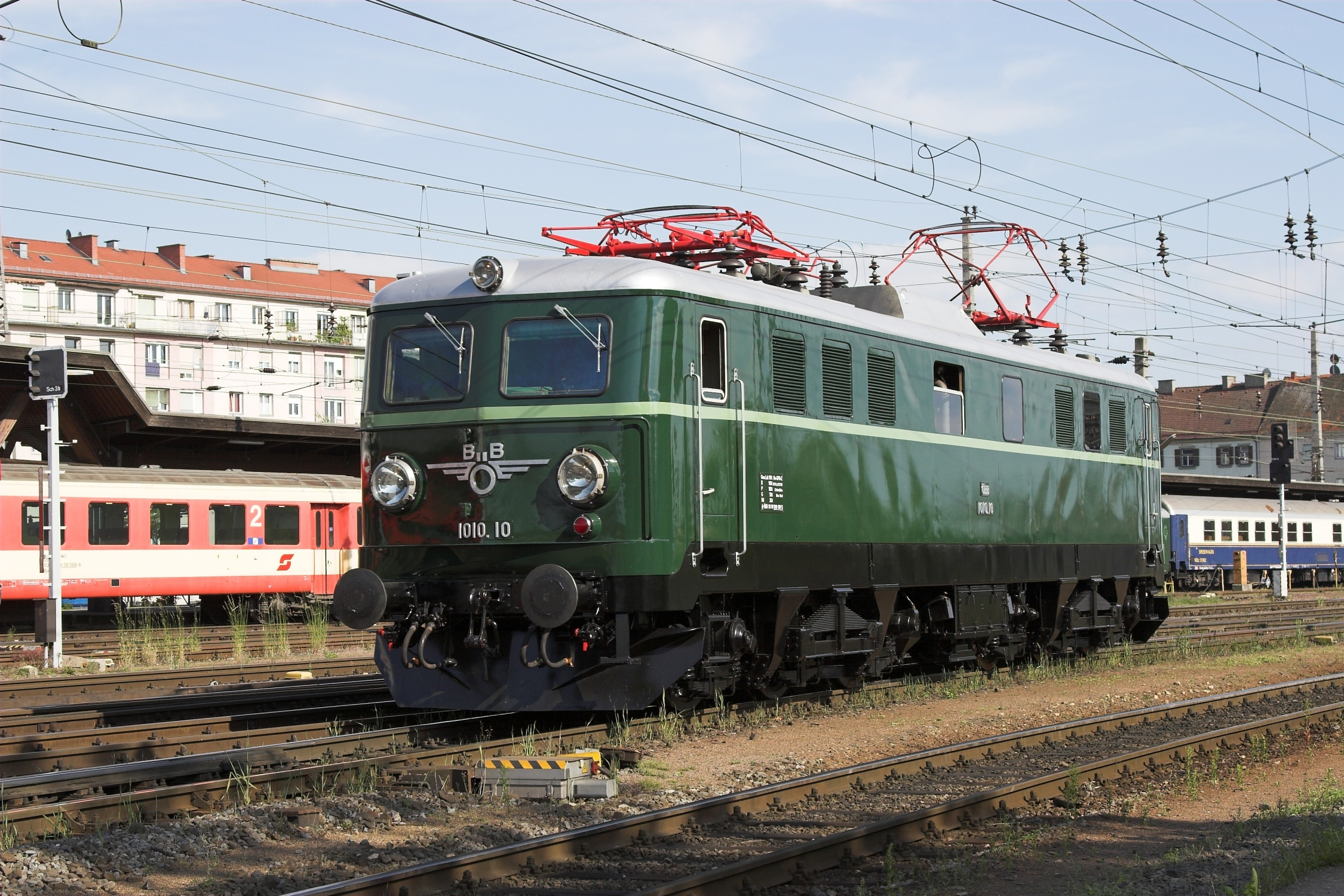
Odată cu electrificarea liniei, s-au folosit locomotivele din Seria 1010/1110, fabricate de către Simmering-Graz-Pauker între 1955 și 1958
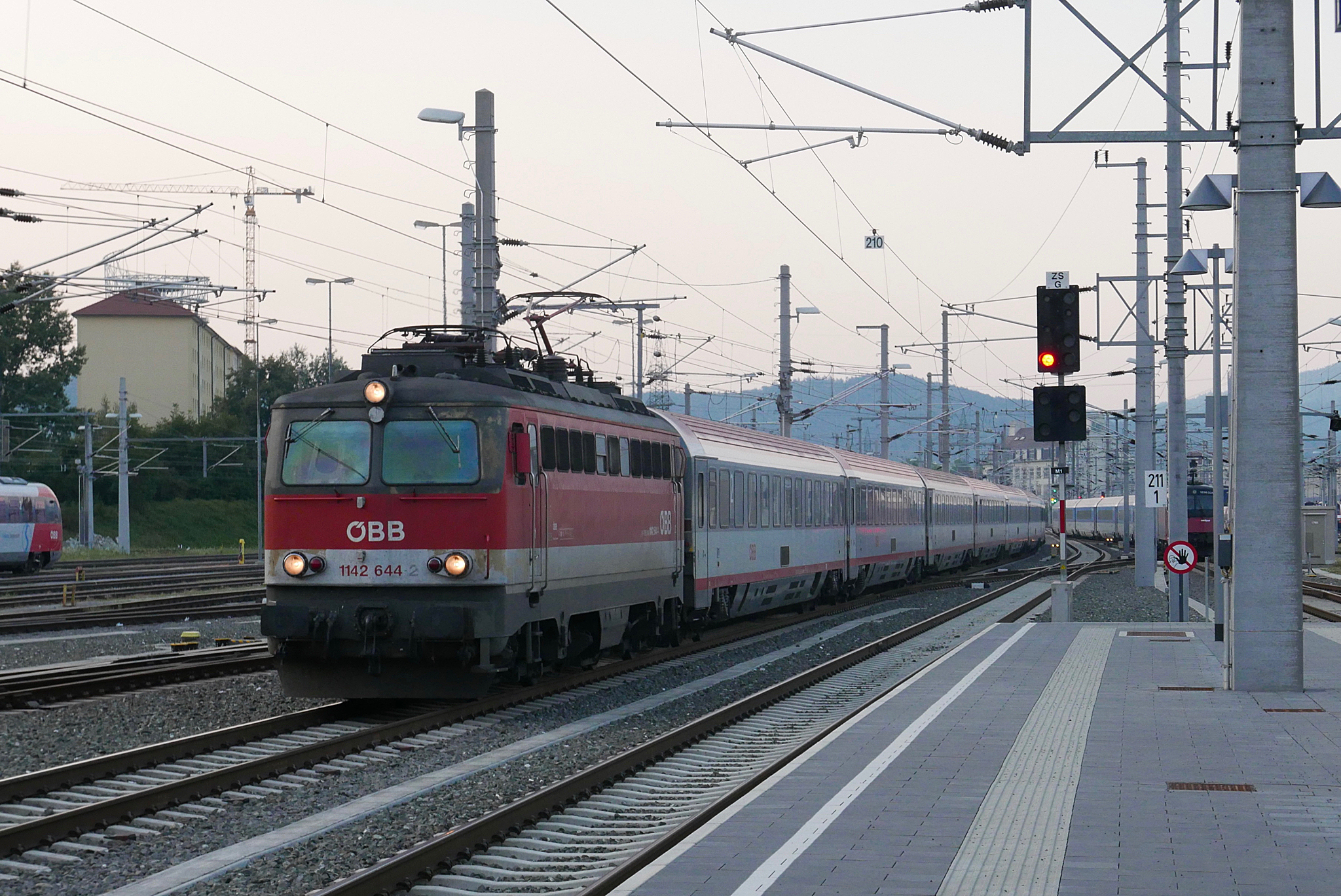
Între 1963 și 1965, au fost introduse locomotive din Seria 1042 (actuala serie 1142) care astăzi sunt folosite ca locomotive împingătoare/de ajutor pentru marfare pe această linie.
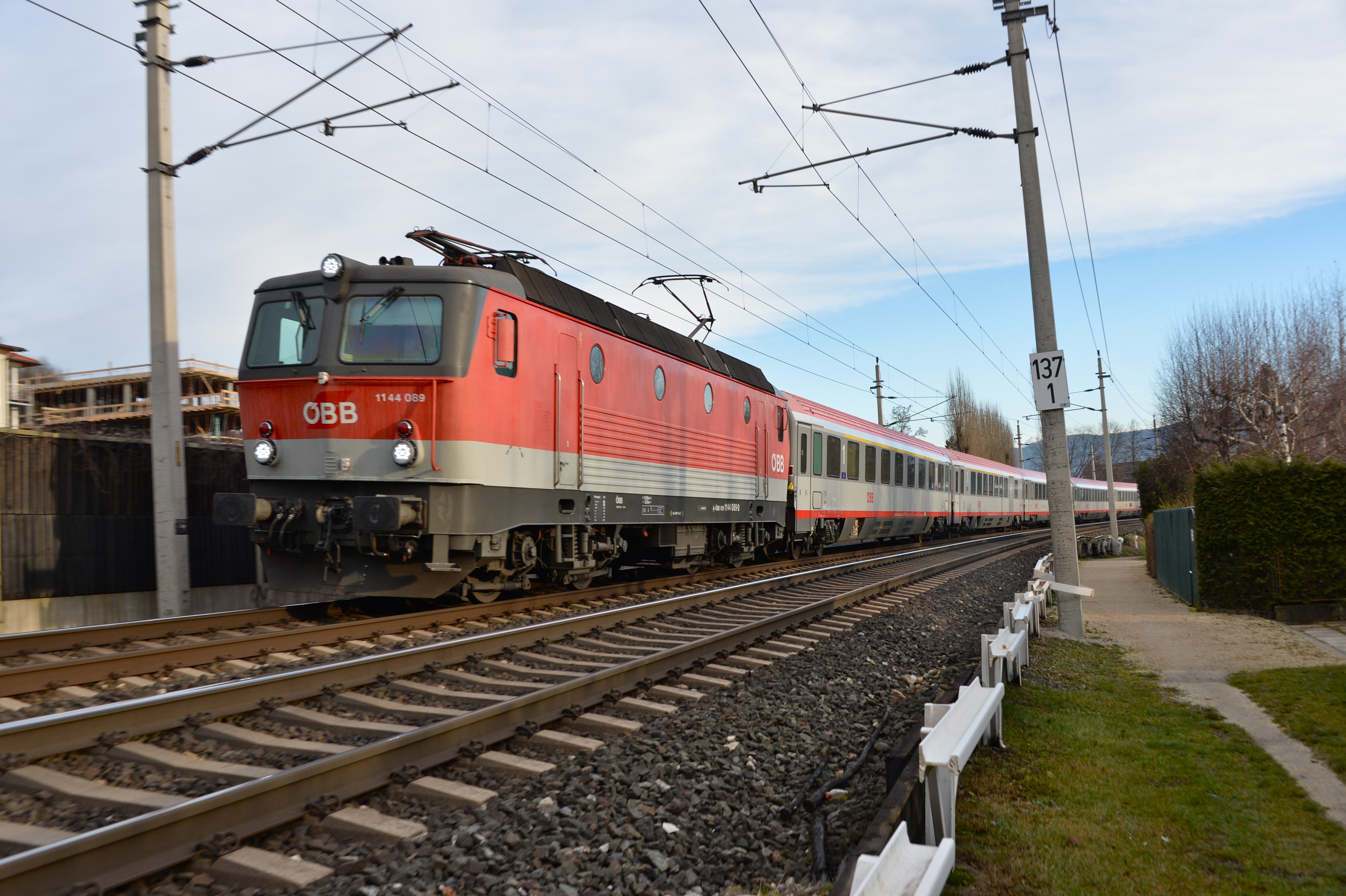
Începând cu 1977, locomotivele din Seria 1044 (actuala serie 1144) au fost introduse pe acest traseu, fiind folosite ca locomotive împingătoare/de ajutor la marfare și ca locomotive pentru trenuri express. Sunt poreclite ”aspirator alpin” din cauza defecțiunilor la sistemul de ventilație de la finalul aniilor 1970
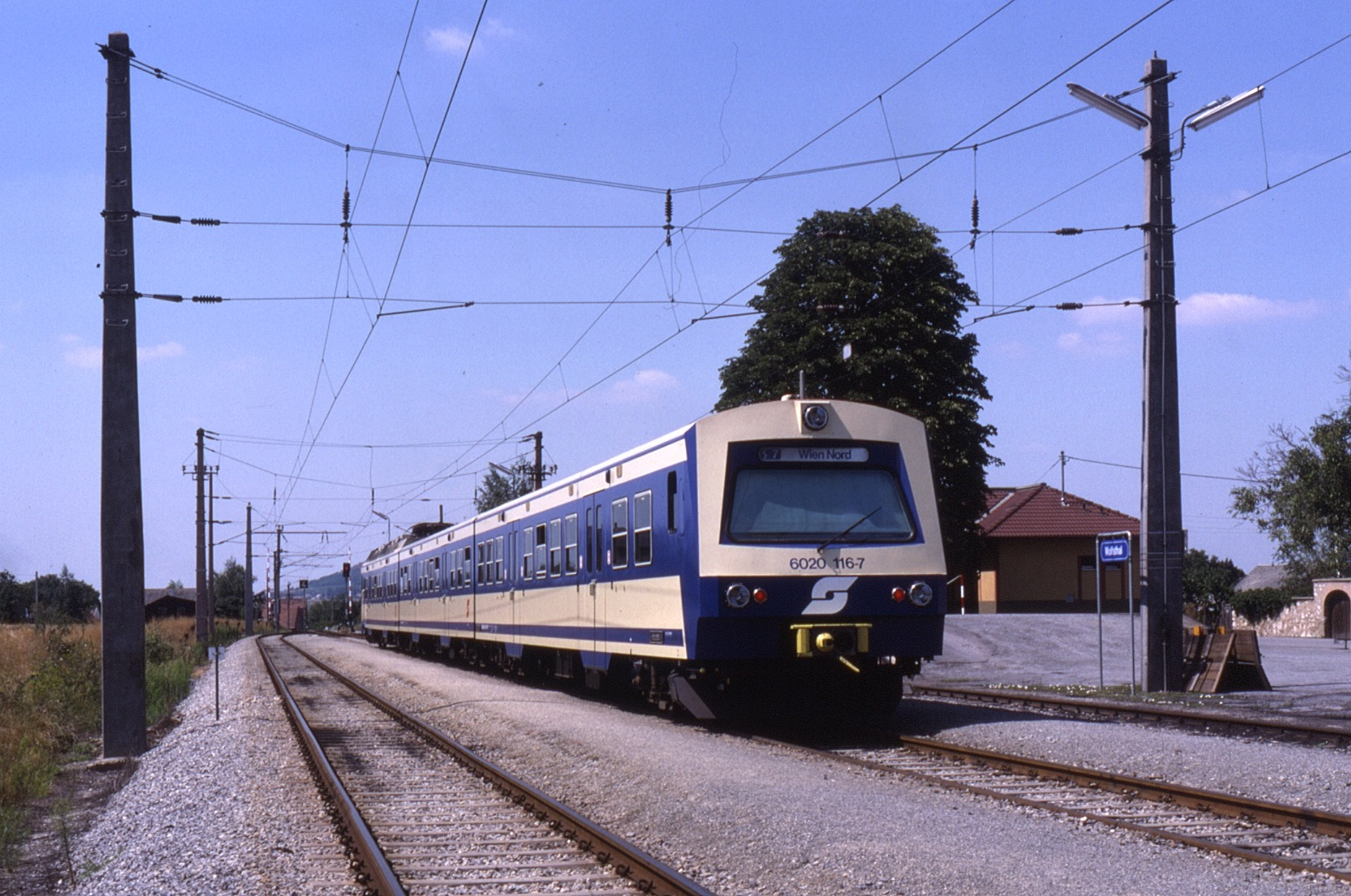
Seria 4020, folosită începând cu 1979 pentru trenurile regionale pe această linie
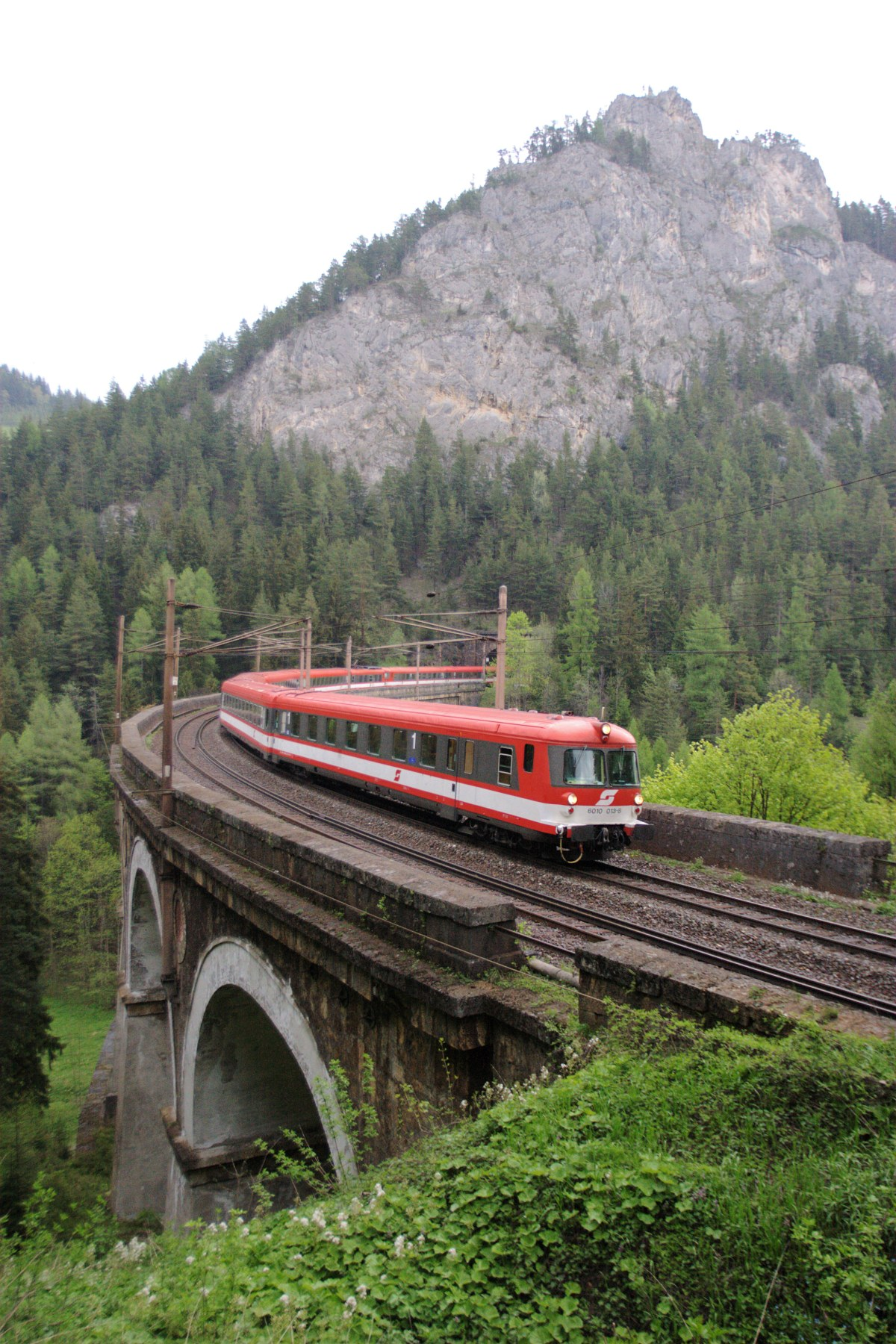
Rama electrică din Seria 4010 ”Transalpin” a fost folosită pe trenurile express între Viena și Graz/Villach după ce acestea au fost retrase de pe trenurile ”Transalpin” care făceau legătura între Viena și Basel
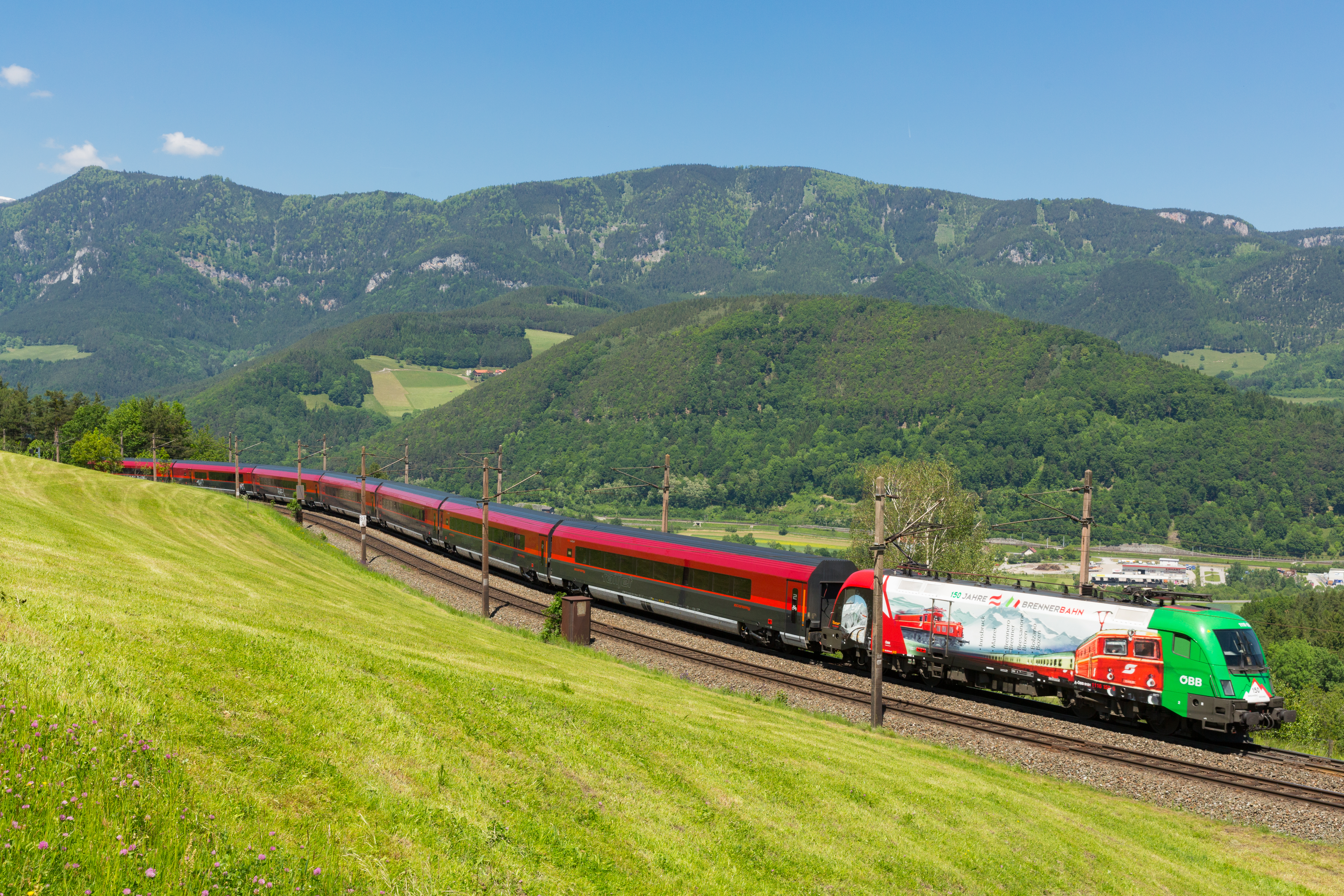
În zilele noastre se folosec locomotivele Siemens ES64U2 (Taurus, ÖBB seria 1016/1116) pentru tractarea trenurilor pe această linie, introduse între 1999 și 2006. Începând cu 2008, acestea au început să folosească trenurile Railjet